# Huancar Bajo
Huancar Bajo es una localidad peruana ubicada en el distrito de Paramonga, perteneciente a la provincia de Barranca del departamento de Lima, en la costa central del Perú. 

## Ubicación
Huancar Bajo se ubica al noreste de la provincia de Barranca, en el distrito de Paramonga, en el departamento de Lima.

## Demografía
En 2017 Huancar Bajo tenía una población de 1 habitante.
| Gráfica de evolución demográfica de Huancar Bajo entre 1993 y 2017 |
|                                                                    |
| Fuentes: Población 1993 y 2017                                     |